# Astrochis renicapite
Astrochis renicapite är en plattmaskart. Astrochis renicapite ingår i släktet Astrochis och familjen Pronocephalidae. Inga underarter finns listade i Catalogue of Life.